# Olympische hymne

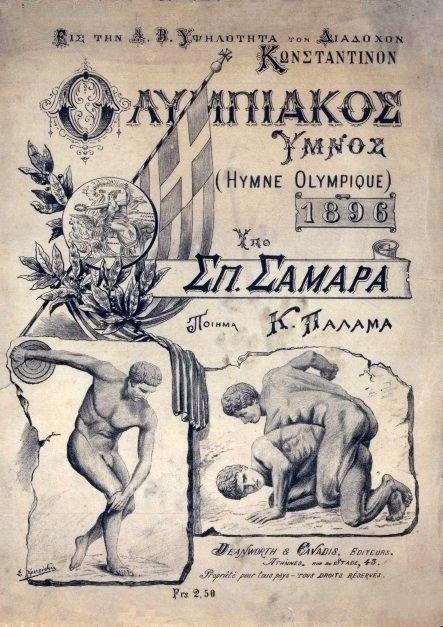
Olympische hymne

De olympische hymne werd voor het eerst uitgevoerd op de eerste moderne Olympische Spelen in Athene in 1896. Het was een compositie van de Griek Spiros Samaras (1863-1917), op een tekst van de Griekse dichter Kostís Palamás, "Oude onsterfelijke geest".
Bij de daaropvolgende Spelen werden andere composities als hymne voor de Spelen opgevoerd, tot in 1954 een wedstrijd werd uitgeschreven voor een officiële olympische hymne. Winnaar was de in Parijs wonende Poolse componist Michael Spisak. Zijn inzending kon echter niet in de smaak vallen van het Internationaal Olympisch Comité, dat in 1958 besloot dat de oorspronkelijke compositie van Spiros Samaras de officiële olympische hymne zou worden. Deze is dan ook op alle Olympische Spelen sedert die van 1960 te Rome te horen tijdens de openings- en sluitingsceremonie.
- Gemeinsame Normdatei: 4172564-5
- MusicBrainz work: c7d16c8c-732d-4237-8a8d-e067398ae551